# Ana Popović
Ana Popović (in serbo Ана Поповић?; Belgrado, 13 maggio 1976) è una chitarrista e cantante serba.

## Biografia
Suo padre la introdusse per primo al mondo del blues, per mezzo della sua grande collezione di dischi e delle session realizzate nella sua stessa casa. Popović si appassionò alla chitarra e fondò la sua prima band a 19 anni. Nello spazio di un solo anno ebbe modo di suonare fuori dalla Jugoslavia e di fare da gruppo spalla del famoso cantante statunitense Junior Wells. Dal 1998, con la sua band, tiene 100 show all'anno ed appare regolarmente sulla televisione iugoslava. Il suo primo album, Hometown, dà un saggio della sua bravura come cantante e chitarrista.
Nel 1999, Popović va nei Paesi Bassi per migliorare la sua abilità con la chitarra jazz. Diviene rapidamente un'icona della scena blues olandese ed ha successo anche nella vicina Germania. Con Comfort to the Soul (2003), Popović passa a un successivo stadio della sua carriera cambiando il modo di amalgamare blues, rock, soul e jazz.

## Discografia
- 1998 - Hometown
- 2001 - Hush!
- 2003 - Comfort To The Soul
- 2005 - Ana! Live in Amsterdam
- 2007 - Still Making History
- 2009 - Blind for Love
- 2010 - An Evening At Trasimeno Lake
- 2011 - Unconditional
- 2013 - Can You Stand The Heat
- 2015 - Blue Room
- 2016 - Trilogy
- 2018 - Like It On Top
- 2020 - Live for live

## Premi
- 2002 - Tre nomination per "Best Singer", "Best Guitarist" & "Best Album" al French Blues Awards.
- 2003 - Prima nomination europea come "Best New Artist Debut" al WC Handy Awards in Memphis.
- 2003 - Nomination per il "Best Blues Album'’ al Jammie Awards a New York;
- 2004 - Vincitrice del prestigioso premio jazz "Jazz a Juan Revelation" a Juan Le Pins, Francia.
- 2006 - Ana Popović è una dei pochi artisti europei a suonare alla BLUES CRUISE.